# 關宛珊
關宛珊（英語：Kimmy Kwan Yuen Shan；1985年10月4日—），原名關婉珊、出生於香港，籍貫廣東南海，香港任女演員及節目主持。近年曾於讀書時期是兼職模特兒，她在學校歌唱比賽中獲得唱片公司垂青，被製作人推薦參加偶像電視劇集選角，面試成功，2013年8月改名關宛珊，現時為無綫電視基本藝人合約女藝人。其丈夫為林溥來（Patrick Sir），關宛珊畢業於聖安當小學和五邑司徒浩中學。
關宛珊現時成為香港無綫電視監製陳耀全、文偉鴻的常用演員。

## 演出作品

### 電視劇（無綫電視）
| 首播   | 劇名              | 角色            | 性質       |
| 2008年 | 盛裝舞步愛作戰    | Kimmy           | 第三女主角 |
| 2008年 | 畢打自己人        | 阿拉斯加        | 客串       |
| 2009年 | 絕代商驕          | 秘書            | 客串       |
| 2009年 | 宮心計            | 秦慧心          | 女配角     |
| 2010年 | 飛女正傳          | Rose            | 客串       |
| 2010年 | 談情說案          | Kelly           | 客串       |
| 2010年 | 天天天晴          | Alice           | 客串       |
| 2011年 | 仁心解碼          | 高可嵐（Bell）  | 女配角     |
| 2012年 | 愛·回家           | Samantha        | 女配角     |
| 2012年 | 大太監            | 安德如          | 女配角     |
| 2012年 | 法網狙擊          | 羅穎恩          | 單元女主角 |
| 2013年 | My盛Lady          | Yoyo            | 客串       |
| 2014年 | 廉政行動2014      | 葉婉珊（Ada）   | 女配角     |
| 2014年 | 寒山潛龍          | 何端儀          | 女配角     |
| 2015年 | 倩女喜相逢        | 公孫嫵姿        | 客串       |
| 2015年 | 愛·回家 (第二輯)  | Aima／Samantha  | 客串       |
| 2016年 | 愛·回家之八時入席 | 劉愛思（Daisy） | 女配角     |
| 2016年 | 純熟意外          | 潘美亞          | 客串       |
| 2016年 | 一屋老友記        | Kitty           | 客串       |
| 2016年 | 城寨英雄          | 吳綺麗          | 女配角     |
| 2017年 | 全職沒女          |                 | 客串       |
| 2017年 | 不懂撒嬌的女人    | Eva             | 客串       |
| 2017年 | 同盟              | 劉麗明（Betty） | 女配角     |
| 2018年 | 逆緣              | 月              | 閒角       |
| 2018年 | 愛·回家之開心速遞 | Emma            | 客串       |
| 2018年 | 宮心計2深宮計     | 尹采蕎          | 客串       |
| 2018年 | 天命              | 馮氏            | 客串       |
| 2020年 | 反黑路人甲        | 信妻            | 客串       |

### 微電影
- 2015年：《齊齊整整》（与蝦頭楊詩敏合演）

### 電視節目
- 2009年：《美女廚房》美味天使 - 蜜瓜
- 2009年：《大咕窿》第2輯第3-4集嘉賓
- 2010年：《星級廚房》嘉賓主持
- 2010年：《放學ICU》主持
- 2010年：《荃加福禄寿》第7集
- 2010年：《更上一層樓》主持
- 2010年：《世界杯動起來》天氣小姐及主持
- 2011年：《福祿壽大假光臨》助理主持
- 2012年：《勁食日本一》主持
- 2012年：《千奇百趣東南亞》嘉賓
- 2012年：《街坊廚神食四方》助手
- 2013年：《姊妹淘》《安樂蝸》《千奇百趣玩FREE D》嘉賓
- 2013年：《玩野王》第二集嘉賓
- 2014年：《姊妹淘》星級版 我要做靚人
- 2015年：《甜心先生》
- 2019年：《快樂長門人》主持
- 2019年：《文化廣場》主持
- 2021年至今：《Hands Up》主持
- 2023年：《同屋企人去旅行》主持

### 单曲
- 2008年：《一世朋友》（与阮民安合唱）

### MV
- 2007年：《愛回家》（古巨基）
- 2008年：《為愛而愛》（Square）
- 2008年：《宏願》（周柏豪）
- 2008年：《劍龍在青草上》（薛凱琪）
- 2008年：《我的最愛》（方力申、鄧麗欣）
- 2008年：《從此世界多了一分鐘》（麥浚龍）
- 2010年：《大峽谷》（陳偉霆）
- 2010年：《拍一半拖》（陳柏宇）
- 2011年：《錯愛》（阮民安）
- 2011年：《末日》（王菀之）
- 2015年：《告白》（陳詠謙）

### 廣告
- Romago手錶 TVC
- My Dream Wedding婚紗 平面廣告
- NIKONx中原電器 TVC
- 健骨活絡寶  TVC
- 3香港
- 英皇金融證券集團 TVC
- Pizza Hut 平面廣告
- BioSlim 平面廣告
- 樂道茶 TVC
- 紅十字會TVC
- 醫療改革運動篇-「強」TVC
- 海外雇傭中心TVC
- 日立TVC

### 電影
- 2008年：《保持通話》飾 電話售貨員
- 2009年：《金錢帝國》飾 四老婆
- 2010年：《72家租客》飾 貴賓房電話推銷員「荃灣」
- 2019年：《使徒行者2：谍影行动》飾

### 舞台劇
- 2014年12月19日-21日：《靜夜飛翔》飾演 靜（九龍灣國際展貿中心演講廳）

## 外部連結
- 關宛珊Kimmy Kwan的Facebook專頁
- Kimmy關宛珊的新浪微博
- Kimmy關宛珊的Instagram帳戶
- 關宛珊在互联网电影资料库（IMDb）上的資料（英文）（英文）
- 關宛珊在香港影庫上的簡介
- 關宛珊在豆瓣上的资料（简体中文）
- 關宛珊在时光网上的簡介（简体中文）